# 馬部隆弘
馬部 隆弘（ばべ たかひろ、1976年 - ）は、日本の歴史学者。中京大学教授。専門は戦国期の畿内政治史。

## 経歴
1976年、兵庫県生まれ。1999年、熊本大学文学部史学科卒業。2007年、大阪大学大学院文学研究科博士後期課程修了。枚方市法制室歴史資料整理員、枚方市教育委員会枚方図書館歴史資料整理員、枚方市教育委員会中央図書館市史資料調査専門員、長岡京市教育委員会生涯学習課技師・主査を歴任。2007年「戦国期城郭政策論」で大阪大学・博士（文学）。2015年、大阪大谷大学文学部専任講師、2018年、大阪大谷大学文学部准教授に就任。2023年、中京大学文学部教授に就任。
京都府木津川市山城町椿井を出自とする椿井政隆が偽作した古文書類（椿井文書）の研究で知られる。
自身の研究について、「私の説明を聞いて偽物だと納得してくださる方が大多数でしたが、椿井文書に基づく歴史が定着している地域で、かつその歴史を多方面に語ってきた方からは反発が激しかった」「だいたいの場合は、理論的に説明しても聞く耳を持ってくれないです。論文を発表した当初はまだ大学院生だったので、著名なあの先生もこう言っているのでこっちのほうが正しいはずだと反論されたり。椿井文書に関する最初の論文は、ちゃんとした査読誌に掲載されているんですが、おまえの勝手な思い込みだとか言われましたね」と述懐している。

## 著書
- 『戦国期細川権力の研究』吉川弘文館 2018年　ISBN　9784642029506
- 『由緒・偽文書と地域社会 北河内を中心に』（勉誠出版） 2019年
- 『椿井文書 - 日本最大級の偽文書』（中公新書） 2020年 - 円城塔・長薗安浩の書評あり[5][6]

### 史料編纂
- 『招提村片岡家文書の研究』（枚方市立中央図書館市史資料室） 2009年3月
- 『楠葉台場跡（史料編）』（枚方市教育委員会） 2010年2月
- 『茄子作村中西家文書の研究』（枚方市立中央図書館市史資料室） 2010年9月

### 共著
- 『枚方の歴史』（松籟社） 2013年5月
- 『近畿の城郭』（戎光祥出版） 2014年8月
- 『近畿の名城を歩く 大阪・兵庫・和歌山編』（吉川弘文館） 2015年3月
- 『近畿の城郭 Ⅱ』（戎光祥出版） 2015年4月
- 『近畿の名城を歩く 滋賀・京都・奈良編』（吉川弘文館） 2015年6月
- 『新修茨木市史 第2巻 通史Ⅱ』（茨木市） 2016年7月
- 『近畿の城郭 Ⅳ』（戎光祥出版） 2017年8月
- 『戦国乱世の都（京都の中世史 6）』 吉川弘文館　2021年8月　ISBN　9784642068659